# 1, 2, 3 Dayz Up
"1, 2, 3 Dayz Up" (estilizado 1,2,3 dayz up) é uma música da cantora e compositora alemã Kim Petras com a produtora escocesa SOPHIE. Lançada em 7 de fevereiro de 2019, é o último de onze singles que formam o projeto não oficial da artista, Era 1.
A música foi produzida por Sophie, Dr. Luke e Aaron Joseph, sendo escrita por ambos ao lado de Petras e Aaron Jennings. Um lyric vídeo foi lançado para a faixa em 13 de fevereiro de 2019.
A letra fala sobre passar dias sem dormir indo a festas.

## Antecedentes e lançamento
No FORM 2018, SOPHIE estreou uma nova colaboração com os vocais de Petras. A música era conhecida como "We Don't Stop" antes de ser confirmada como "1,2,3 dayz up" no setlist do CDJ de SOPHIE. A faixa foi lançada oficialmente em 7 de fevereiro de 2019, juntamente com as músicas "If U Think About Me…" e "Homework", com o rapper americano Lil Aaron.
Antes da estréia ao vivo da faixa, Petras falou sobre o trabalho com a SOPHIE em uma entrevista ao Huffpost: "Comecei a colaborar com a SOPHIE - sou uma grande fã".
Em uma entrevista para a Women In Music, Kim falou sobre sua experiência de trabalho com SOPHIE na faixa: "Realmente, realmente incrível. As coisas aconteceram imediatamente. Foi muito legal e muito inspirador. O jeito que ela trabalha é realmente diferente. Ela tem uma caixa de som louca que ela vem e ela tem todos esses sons loucos e ela faz batidas super rápido. Ela é como ninguém com quem eu já trabalhei. Foi uma experiência muito legal e eu sou muito fã."
A música foi composta na tecla D maior com 108 batidas por minuto e tem 3 minutos e 33 segundos de duração. A faixa foi o primeiro lançamento de Petras desde seu EP com tema de Halloween, Turn Off the Light, Vol. 1 (2018).

## Recepção critica
Chloe Gilke, do Uproxx, foi positiva em sua crítica da música e citada como "um dos melhores lançamentos de Petras até o momento", apelidando-a ainda de "um hino de festa que clica e aparece com a magia eletro-pop da produtora Sophie". Um escritor da DIY proclamou a música como "um banger pop viciante, melhorado pela boa produção de SOPHIE". Salvatore Maicki, do The Fader, também foi positivo em sua crítica, chamando a música de "música de festa na praia". Robin Murray, da Clash Music, chamou a música de "extremamente viciante" e acrescentou ainda que a faixa é "soberbamente feminina enquanto está totalmente ligada ao desenvolvimento digital; ela consegue ser uma declaração pop ultrajante e um verdadeiro 'porra, o que está acontecendo?'". Justin Horowitz, da All Things Go, elogiou o casal por serem "rostos famosos de mulheres na comunidade trans e usou seus talentos para espalhar a consciência e a igualdade em relação aos direitos LGBTQIA+".
O blog de música Bit Of Pop Music fez uma crítica mista, dizendo que a música pode ser um pouco básica e repetitiva em termos de "vocais e letras", mas afirmou que "a produção é impecável". O Bozo fez uma resenha morna da música, mas comparou-a com os sons de Charli XCX e a elogiou como sua favorita das três músicas lançadas juntas.
A Billboard classificou a música como o quinto melhor single da Era 1, observando que "a faixa tem todos os ingredientes de um sucesso pop desde 2010, mas seus toques tropicais e espumantes atualizam o som da era moderna".

## Desempenho nas tabelas musicais
| Tabela musical (2019)                             | Melhor posição |
| ------------------------------------------------- | -------------- |
| Estados Unidos (Billboard Dance/Electronic Songs) | 40             |